# Atacamita
L'atacamita és un mineral de coure de la classe dels halurs. Rep el seu nom de la regió xilena d'Atacama, on va ser descoberta el 1801. Pertany i dona nom al grup de l'atacamita.

## Característiques
L'atacamita és polimorfa amb la botallackita, la clinoatacamita i l'anatacamita. Pertany al sistema ortoròmbic i la seva lluentor és vítria a adamantina. Es pot alterar a malaquita i crisocol·la, creant pseudomorfs. El seu color característic és una tonalitat entre el verd maragda i el verd fosc.
Segons la classificació de Nickel-Strunz, l'atacamita pertany a «03.DA: Oxihalurs, hidroxihalurs i halurs amb doble enllaç, amb Cu, etc., sense Pb» juntament amb els següents minerals: melanotal·lita, botallackita, clinoatacamita, hibbingita, kempita, paratacamita, belloïta, herbertsmithita, kapellasita, gillardita, haydeeïta, anatacamita, claringbul·lita, barlowita, simonkol·leïta, buttgenbachita, connel·lita, abhurita, ponomarevita, anthonyita, calumetita, khaidarkanita, bobkingita, avdoninita i droninoïta.
S'ha demostrat que l'atacamita és un dels components de les mandíbules d'algunes espècies de Glycera.

## Formació i jaciments
És un mineral relativament rar, format a partir d'altres minerals de coure primaris en l'oxidació o la zona de meteorització en climes àrids. També s'ha trobat com a producte de sublimació volcànica procedent de dipòsits de fumaroles, com a producte d'alteració de sulfurs en fumaroles negres, i com a alteració d'objectes antics de bronze i coure. Es presenta en associació amb cuprita, guix, brochantita, linarita, caledonita, malaquita, crisocol·la i els seus polimorfs.
Als territoris de parla catalana ha estat descrita a la mina San Miguel (Ribes de Freser, Ripollès), a la concessió San José (Xóvar, Alt Palància), i a la mina La Amorosa (Vilafermosa, Alt Millars).

## Grup de l'atacamita
El grup de l'atacamita de minerals està compost per les següents espècies: anatacamita, atacamita, botallackita, clinoatacamita, gillardita, haydeeita, herbertsmithita, kapellasita, leverettita i paratacamita.